# 1251
1251 (MCCLI) fon un any començat en diumenge segons el calendari julià, corresponent a l'any 700 del calendari armeni.

## Esdeveniments
- Jaume I permet a la població de l'Ermita de la Magdalena el trasllat a la plana, per mitjà de la Carta Pobla. Aquest fet és conmemorat durant les Festes de la Magdalena.

## Necrològiques
- 12 d'octubre - Osca, Aragó: Violant d'Hongria, cònjuge de Jaume I, reina consort d'Aragó, de Mallorca i de València (n. ca. 1216).[1]